# اس‌ام یو-۱۴۲
اس‌ام یو-۱۴۲ (به انگلیسی: SM U-142) یک زیردریایی بود. این زیردریایی در سال ۱۹۱۸ ساخته شد.